# Saison 2007 de Super 14
Navigation
Super 14 2006 Super 14 2008
La saison 2007 de Super 14 est la seconde du Super 14, elle est disputée par 14 franchises d'Australie, d'Afrique du Sud et de Nouvelle-Zélande. La compétition débute le 2 février 2007 et se termine par une finale le 19 mai 2007. Elle est remportée par les Bulls à l'issue d'une finale à suspense contre les Sharks. Pour la première fois depuis la création de super 12, la finale oppose deux équipes d'Afrique du Sud. Les Bulls sont la première franchise sud-africaine à remporter la compétition.

## Franchises du Super 14
La compétition oppose les quatorze franchises issues des trois grandes nations du rugby à XV de l'hémisphère sud :
| Franchises sud africaines - Bulls basée à Pretoria - Cheetahs basée à Bloemfontein - Lions basée à Johannesbourg - Sharks basée à Durban - Stormers basée à Le Cap | Franchises australiennes - Brumbies basée à Canberra - Reds basée à Brisbane - Waratahs basée à Sydney - Western Force basée à Perth | Franchises néo-zélandaise - Blues basée à Auckland - Chiefs basée à Hamilton - Crusaders basée à Christchurch - Highlanders basée à Dunedin - Hurricanes basée à Wellington |

## Résumé des résultats

### Classement de la phase régulière
| Rang | Franchise       | J  | V  | N | D  | Bo | Bd | Pm  | Pe  | Diff | Pts |
| ---- | --------------- | -- | -- | - | -- | -- | -- | --- | --- | ---- | --- |
| 1    | Sharks          | 13 | 10 | 0 | 3  | 5  | 0  | 355 | 214 | +141 | 45  |
| 2    | Bulls           | 13 | 9  | 0 | 4  | 5  | 1  | 388 | 223 | +165 | 42  |
| 3    | Crusaders (T)   | 13 | 8  | 0 | 5  | 7  | 3  | 382 | 235 | +147 | 42  |
| 4    | Blues           | 13 | 9  | 0 | 4  | 4  | 2  | 355 | 235 | +120 | 42  |
| 5    | Brumbies        | 13 | 9  | 0 | 4  | 2  | 2  | 234 | 173 | +61  | 40  |
| 6    | Chiefs          | 13 | 7  | 1 | 5  | 5  | 5  | 373 | 321 | +52  | 40  |
| 7    | Western Force   | 13 | 6  | 1 | 6  | 3  | 3  | 276 | 282 | -6   | 32  |
| 8    | Hurricanes      | 13 | 6  | 0 | 7  | 2  | 1  | 247 | 300 | -53  | 27  |
| 9    | Highlanders     | 13 | 5  | 0 | 8  | 3  | 4  | 235 | 301 | -66  | 27  |
| 10   | Stormers        | 13 | 6  | 0 | 7  | 3  | 0  | 249 | 326 | -77  | 27  |
| 11   | Cheetahs        | 13 | 4  | 1 | 8  | 2  | 2  | 265 | 342 | -77  | 22  |
| 12   | Lions           | 13 | 5  | 0 | 8  | 0  | 2  | 175 | 284 | -109 | 22  |
| 13   | Waratahs        | 13 | 3  | 1 | 9  | 2  | 5  | 266 | 317 | -51  | 21  |
| 14   | Queensland Reds | 13 | 2  | 0 | 11 | 0  | 3  | 201 | 438 | -237 | 11  |

|  | Qualifiés pour la phase finale (no 1, no 2, no 3, no 4). |
|  | T : Tenant du titre 2006                                 |

Attribution des points : victoire : 4, match nul : 2, défaite : 0 ; plus les bonus (offensif : 4 essais marqués ; défensif : défaite par 7 points d'écart maximum).
Règles de classement : 1. différence de points ; 2. résultat du match entre les deux franchises ; 3. le nombre d'essais marqués.

### Phase finale
|  | Demi-finales                                    | Demi-finales                         |            |    | Finale                               | Finale                               |
|  | Demi-finales                                    | Demi-finales                         |            |    | Finale                               | Finale                               |
|  |                                                 |                                      |            |    |                                      |                                      |
|  | 12 mai 2007 à l'ABSA Stadium, Durban            | 12 mai 2007 à l'ABSA Stadium, Durban |            |    | 19 mai 2007 à l'ABSA Stadium, Durban | 19 mai 2007 à l'ABSA Stadium, Durban |
|  | 12 mai 2007 à l'ABSA Stadium, Durban            | 12 mai 2007 à l'ABSA Stadium, Durban |            |    | 19 mai 2007 à l'ABSA Stadium, Durban | 19 mai 2007 à l'ABSA Stadium, Durban |
|  | [1] Sharks                                      | 34                                   |            |    | 19 mai 2007 à l'ABSA Stadium, Durban | 19 mai 2007 à l'ABSA Stadium, Durban |
|  | [1] Sharks                                      | 34                                   |            |    | 19 mai 2007 à l'ABSA Stadium, Durban | 19 mai 2007 à l'ABSA Stadium, Durban |
|  | [4] Blues                                       | 18                                   |            |    | 19 mai 2007 à l'ABSA Stadium, Durban | 19 mai 2007 à l'ABSA Stadium, Durban |
|  | [4] Blues                                       | 18                                   | [1] Sharks | 19 |                                      |                                      |
|  | 12 mai 2007 au Loftus Versfeld Stadium Pretoria |                                      | [1] Sharks | 19 |                                      |                                      |
|  |                                                 | [2] Bulls                            | 20         |    |                                      |                                      |
|  | [2] Bulls                                       | [2] Bulls                            | 20         | 27 |                                      |                                      |
|  | [2] Bulls                                       |                                      |            | 27 |                                      |                                      |
|  | [3] Crusaders                                   | 12                                   |            |    |                                      |                                      |
|  | [3] Crusaders                                   | 12                                   |            |    |                                      |                                      |

## Faits notables
Pour éviter un nombre de matchs excessif avant le Tri-nations 2007 et surtout la coupe du monde de rugby à XV 2007, la fédération néo-zélandaise a imposé à 22 joueurs All Blacks de ne pas disputer les sept premiers matchs du Super 14, sept joueurs évoluent avec les Crusaders, six avec les Hurricanes, quatre avec les Blues, trois avec les Chiefs et deux avec les Highlanders.

## Résultats détaillés

### Phase régulière

#### Tableau synthétique des résultats
L'équipe qui reçoit est indiquée dans la colonne de gauche.
| Clubs           | BLU   | BRU   | BUL   | CHE   | CHI   | CRU   | HIG   | HUR   | LIO   | QUE   | SHA   | STO   | WAR   | WES   |
| --------------- | ----- | ----- | ----- | ----- | ----- | ----- | ----- | ----- | ----- | ----- | ----- | ----- | ----- | ----- |
| Blues           |       |       |       | 26-8  |       | 34-25 | 28-9  |       | 41-14 | 38-13 | 25-32 |       | 34-6  |       |
| Brumbies        | 15-18 |       | 7-19  |       |       | 15-6  | 29-10 |       |       |       |       | 26-13 | 36-10 | 14-12 |
| Bulls           | 40-19 |       |       | 24-20 | 30-27 |       |       |       |       | 92-3  |       | 49-12 |       | 27-30 |
| Cheetahs        |       | 38-20 |       |       | 22-22 | 28-49 |       |       |       |       | 14-30 | 27-9  | 30-26 |       |
| Chiefs          | 11-18 | 15-21 |       |       |       |       |       | 32-39 | 34-7  |       | 35-27 |       |       | 64-36 |
| Crusaders       |       |       | 32-10 |       | 24-30 |       |       | 23-13 |       | 33-22 |       | 36-11 |       | 53-0  |
| Highlanders     |       |       | 13-22 | 21-17 | 34-38 | 3-38  |       |       |       | 33-17 |       | 35-24 |       |       |
| Hurricanes      | 23-22 | 11-10 | 17-9  | 37-15 |       |       | 22-21 |       |       |       |       | 17-30 | 14-38 |       |
| Lions           |       | 9-14  | 7-31  | 10-16 |       | 9-3   | 11-6  | 30-7  |       |       |       |       | 16-25 |       |
| Queensland Reds |       | 3-6   |       | 23-13 | 19-21 |       |       | 25-16 | 20-26 |       | 16-59 |       |       |       |
| Sharks          |       | 10-21 | 17-3  |       |       | 27-26 | 23-16 | 27-14 | 33-3  |       |       |       | 22-9  |       |
| Stormers        | 33-20 |       |       |       | 21-16 |       |       |       | 30-8  | 37-24 | 10-36 |       |       | 3-22  |
| Waratahs        |       |       | 19-32 |       | 23-28 | 33-34 | 25-26 |       |       | 26-13 |       | 10-16 |       | 16-16 |
| Western Force   | 6-33  |       |       | 45-17 |       |       | 7-8   | 18-17 | 24-25 | 38-3  | 22-12 |       |       |       |

|  | Victoire à domicile |  | Match nul |  | Défaite à domicile |

#### Détail des rencontres
Les points marqués par chaque équipe sont inscrits dans les colonnes centrales (3-4) alors que les essais marqués sont donnés dans les colonnes latérales (1-6). Les points de bonus sont symbolisés par une bordure bleue pour les bonus offensifs (au moins quatre essais marqués), orange pour les bonus défensifs (défaite avec au plus sept points d'écart), rouge si les deux bonus sont cumulés.

### Phase finale

#### Demi-finales

##### Résultats
| 12 mai 2007 15 h 00 UTC+2 | Sharks | 34 – 18 (14 – 3) | Blues                                                                                                | ABSA Stadium Durban 52 173 spectateurs Arbitre : Stuart Dickinson |
| 12 mai 2007 15 h 00 UTC+2 | Essai(s) : Muller (35e), James (72e), Murray (79e) Transformation(s) : Montgomery (73e, 80e) Pénalité(s) : Montgomery 4 (4e, 17e, 62e, 68e) Drop(s) : James (25e) |                  | Essai(s) : Wulf (45e), Nacewa (53e) Transformation(s) : Nacewa (54e) Pénalité(s) : Nacewa (14e, 40e) | ABSA Stadium Durban 52 173 spectateurs Arbitre : Stuart Dickinson |
| 12 mai 2007 15 h 00 UTC+2 | |                  | | ABSA Stadium Durban 52 173 spectateurs Arbitre : Stuart Dickinson |

| 12 mai 2007 17 h 30 UTC+2 | Bulls                                                                                     | 27 – 12 (12 – 9) | Crusaders                                   | Loftus Versfeld Stadium Pretoria 53 000 spectateurs Arbitre : Matt Goddard |
| 12 mai 2007 17 h 30 UTC+2 | Pénalité(s) : Hougaard 8 (6e, 11e, 27e, 38e, 40e, 46e, 49e, 59e) Drop(s) : Hougaard (65e) |                  | Pénalité(s) : Carter 4 (15e, 24e, 30e, 53e) | Loftus Versfeld Stadium Pretoria 53 000 spectateurs Arbitre : Matt Goddard |
| 12 mai 2007 17 h 30 UTC+2 |                                                                                           |                  |                                             | Loftus Versfeld Stadium Pretoria 53 000 spectateurs Arbitre : Matt Goddard |

##### Composition des équipes
- Sharks
  - Titulaires :  15 Percy Montgomery, 14 François Steyn, 13 Waylon Murray, 12 Bradley Barritt, 11 JP Pietersen, 10 Butch James, 9 Ruan Pienaar, 8 Ryan Kankowski, 7 AJ Venter, 6 Jacques Botes, 5 Johann Muller, 4 Johan Ackermann, 3 BJ Botha, 2 John Smit (cap.), 1 Deon Carstens.
  - Remplaçants : 16 Bismarck du Plessis, 17 Tendai Mtawarira, 18 Albert van den Berg, 19 Warren Britz, 20 Bobby Skinstad, 21 Rory Kockott, 22 Adrian Jacobs.
- Blues
  - Titulaires : 15 George Pisi, 14 Doug Howlett, 13 Anthony Tuitavake, 12 Isaia Toeava, 11 Rudi Wulf, 10 Isa Nacewa, 9 Steve Devine, 8 Nick Williams, 7 Daniel Braid, 6 Jerome Kaino, 5 Troy Flavell (cap.), 4 Greg Rawlinson, 3 John Afoa, 2 Derren Witcombe, 1 Tony Woodcock.
  - Remplaçants : 16 Keven Mealamu, 17 Nick White, 18 Angus MacDonald, 19 Justin Collins, 20 Taniela Moa, 21 David Holwell, 22 Ben Atiga.
- Bulls
  - Titulaires : 15 Johan Roets, 14 Akona Ndungane, 13 JP Nel, 12 Wynand Olivier, 11 Bryan Habana, 10 Derick Hougaard, 9 Heini Adams, 8 Pierre Spies, 7 Wikus van Heerden, 6 Pedrie Wannenburg, 5 Victor Matfield (cap.), 4 Danie Rossouw, 3 Rayno Gerber, 2 Gary Botha, 1 Gurthrö Steenkamp.
  - Remplaçants: 16 Jaco Engels, 17 Danie Thiart, 18 Bakkies Botha, 19 Derick Kuün, 20 Nicholas Eyre, 21 Morné Steyn, 22 Jaco Van der Westhuyzen.
- Crusaders
  - Titulaires : 15 Leon MacDonald, 14 Rico Gear, 13 Casey Laulala, 12 Aaron Mauger, 11 Caleb Ralph, 10 Daniel Carter, 9 Kevin Senio, 8 Mose Tuiali'i, 7 Richie McCaw (cap.), 6 Reuben Thorne, 5 Ross Filipo, 4 Chris Jack, 3 Campbell Johnstone, 2 Corey Flynn, 1 Ben Franks.
  - Remplaçants : 16 Ti'i Paulo, 17 Wyatt Crockett, 18 Michael Paterson, 19 Kieran Read, 20 Andrew Ellis, 21 Stephen Brett, 22 Johnny Leo'o.

#### Finale
(mt : 14 – 10)
Points marqués
- Sharks : 2 essais de Pietersen (19e), Van Den Bergh (78e) et 3 pénalités de Montgomery (9e, 29e, 34e)
- Bulls : 2 essais de Spies (13e), Habana (80e) ; 2 transformations de Hougaard (14e, 80e) et 2 pénalités de Hougaard (32e, 60e)

Évolution du score : 3-0, 3-7, 8-7, 11-7, 11-10, 14-10, 14-13, 19-13, 19-20
Arbitre :  Steve Walsh
Résumé

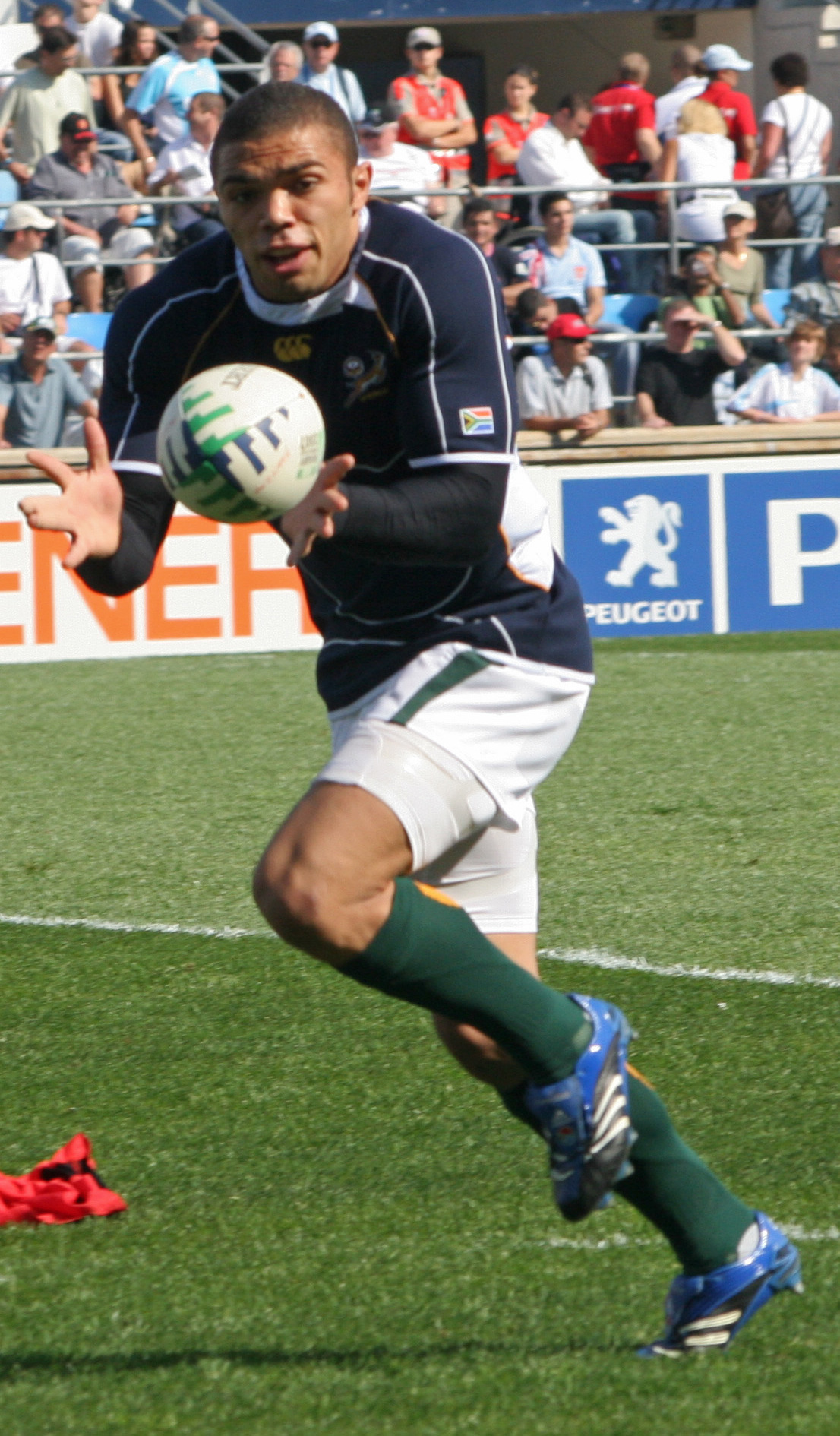
Bryan Habana marque l'essai victorieux pour les Bulls.

Pour la première fois, la finale du Super 12/14 oppose deux équipes d'Afrique du Sud. Les Sharks mènent par 19 à 13 à la 78e minute, ils sont dépassés au score par les Bulls qui marquent un essai par Bryan Habana à la 80e minute. La transformation réussie par Derick Hougaard donne la victoire aux Bulls par 20-19. Les Bulls sont la première franchise sud-africaine à remporter la compétition.
| Sharks Titulaires Percy Montgomery 15 François Steyn 14 Waylon Murray 13 Brad Barritt 12 JP Pietersen 11 Butch James 10 Ruan Pienaar 9 Ryan Kankowski 8 AJ Venter 7 Jacques Botes 6 Johann Muller 5 Johan Ackermann 4 BJ Botha 3 (cap.) John Smit 2 Deon Carstens 1 Remplaçants Bismarck du Plessis 16 Tendai Mtawarira 17 Albert van den Berg 18 Warren Britz 19 Bobby Skinstad 20 Rory Kockott 21 Adrian Jacobs 22 Entraîneur |  | Bulls Titulaires 15 Johan Roets 14 Akona Ndungane 13 JP Nel 12 Wynand Olivier 11 Bryan Habana 10 Derick Hougaard 9 Fourie du Preez 8 Pierre Spies 7 Wikus van Heerden 6 Pedrie Wannenburg 5 Victor Matfield (cap.) 4 Bakkies Botha 3 Rayno Gerber 2 Gary Botha 1 Gurthrö Steenkamp Remplaçants 16 Jaco Engels 17 Danie Thiart 18 Danie Rossouw 19 Derick Kuün 20 Heini Adams 21 Morné Steyn 22 Jaco Van der Westhuyzen Entraîneur |

## Statistiques

### Meilleurs réalisateurs
Ce tableau de statistiques tient compte de l'intégralité des rencontres disputées (phase régulière et play-off).
| Rang | Joueur              | Franchise       | Points | Essais | Transf. | Pén. | Drops |
| ---- | ------------------- | --------------- | ------ | ------ | ------- | ---- | ----- |
| 1    | Stephen Donald      | Chiefs          | 164    | 2      | 26      | 34   | 0     |
| 2    | Derick Hougaard     | Bulls           | 161    | 0      | 28      | 32   | 3     |
| 3    | Peter Hewat         | Waratahs        | 156    | 2      | 19      | 36   | 0     |
| 4    | Cameron Shepherd    | Western Force   | 115    | 7      | 10      | 20   | 0     |
| 5    | Peter Grant         | Stormers        | 112    | 2      | 18      | 22   | 0     |
| 6    | Percy Montgomery    | Sharks          | 108    | 3      | 15      | 21   | 0     |
| 7    | Isa Nacewa          | Blues           | 103    | 3      | 14      | 20   | 0     |
| 8    | Clinton Schifcofske | Queensland Reds | 102    | 1      | 8       | 27   | 0     |
| 7    | Stephen Brett       | Crusaders       | 92     | 2      | 20      | 13   | 1     |
| 9    | Julian Huxley       | Brumbies        | 87     | 3      | 6       | 19   | 1     |

### Meilleurs marqueurs d'essais
Ce tableau de statistiques tient compte de l'intégralité des rencontres disputées (phase régulière et play-off).
| Rang | Joueur            | Franchise     | Essais |
| ---- | ----------------- | ------------- | ------ |
| 1    | JP Pietersen      | Sharks        | 12     |
| 2    | Bryan Habana      | Bulls         | 8      |
| -    | Lelia Masaga      | Chiefs        | 8      |
| -    | Cameron Shepherd  | Western Force | 7      |
| 5    | Ross Filipo       | Crusaders     | 6      |
| -    | Rico Gear         | Crusaders     | 6      |
| -    | Doug Howlett      | Sharks        | 6      |
| -    | Casey Laulala     | Crusaders     | 6      |
| -    | Mose Tuiali'i     | Crusaders     | 6      |
| -    | Wikus van Heerden | Bulls         | 6      |